# 洛讷
洛讷（法語：Losne，法語發音：[lon]）是法国科多尔省的一个市镇，位于该省东南部，和汝拉省接壤，属于博讷区。。

## 地理
洛讷（47°5'54"N, 5°15'47"E）面积22.61 平方千米，位于法国勃艮第-弗朗什-孔泰大區科多尔省，该省份为法国中东部省份，北起奥布省，西接涅夫勒省和约讷省，南至索恩-卢瓦尔省，东南接汝拉省，东临上索恩省，东北部与上马恩省接壤。
与洛讷接壤的市镇（或旧市镇、城区）包括：圣让德洛讷、弗朗克索、索恩河畔圣桑福里安、圣于萨日、帕尼堡、欧米尔。

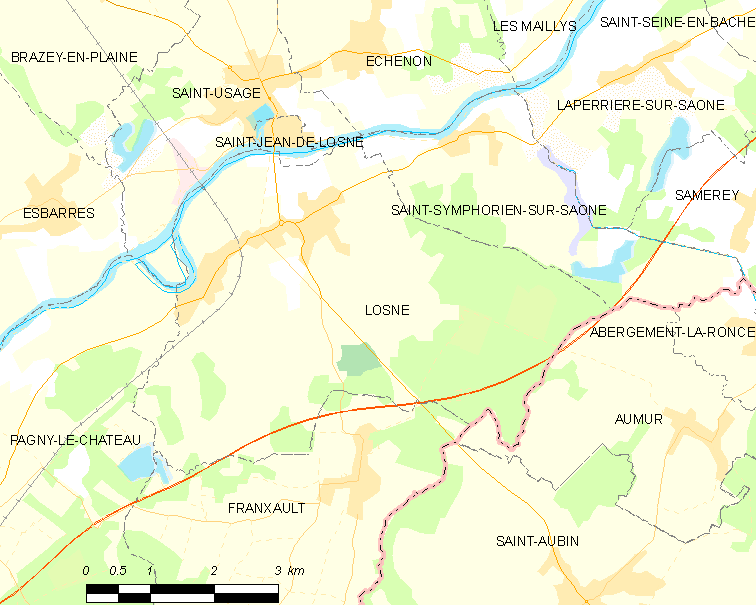
洛讷的OSM定位图

洛讷的时区为UTC+01:00、UTC+02:00（夏令时）。

## 行政
洛讷的邮政编码为21170，INSEE市镇编码为21356。

## 政治
洛讷所属的省级选区为布拉泽昂普莱讷县。

## 人口

1962-2008年间洛讷人口变化图示

洛讷于2022年1月1日时的人口数量为1712人。